# Cherryfield (Maine)
Cherryfield es un pueblo ubicado en el condado de Washington en el estado estadounidense de Maine. En el Censo de 2010 tenía una población de 1.232 habitantes y una densidad poblacional de 10,57 personas por km².

## Geografía
Cherryfield se encuentra ubicado en las coordenadas 44°37′53″N 67°55′38″O / 44.63139, -67.92722. Según la Oficina del Censo de los Estados Unidos, Cherryfield tiene una superficie total de 116.52 km², de la cual 115.09 km² corresponden a tierra firme y (1.22%) 1.42 km² es agua.

## Demografía
Según el censo de 2010, había 1.232 personas residiendo en Cherryfield. La densidad de población era de 10,57 hab./km². De los 1.232 habitantes, Cherryfield estaba compuesto por el 96.19% blancos, el 0.16% eran afroamericanos, el 0.89% eran amerindios, el 0.41% eran asiáticos, el 0% eran isleños del Pacífico, el 0.57% eran de otras razas y el 1.79% pertenecían a dos o más razas. Del total de la población el 0.97% eran hispanos o latinos de cualquier raza.